# Freiburg (Elbe)
Freiburg is een gemeente in de Duitse deelstaat Nedersaksen. De gemeente maakt deel uit van de Samtgemeinde Nordkehdingen in het Landkreis Stade. Freiburg wordt meestal als vlek (Flecken) aangeduid, hoewel het in de middeleeuwen stadsrechten verwierf.
Freiburg telt 1.859 inwoners.

## Geografie, infrastructuur

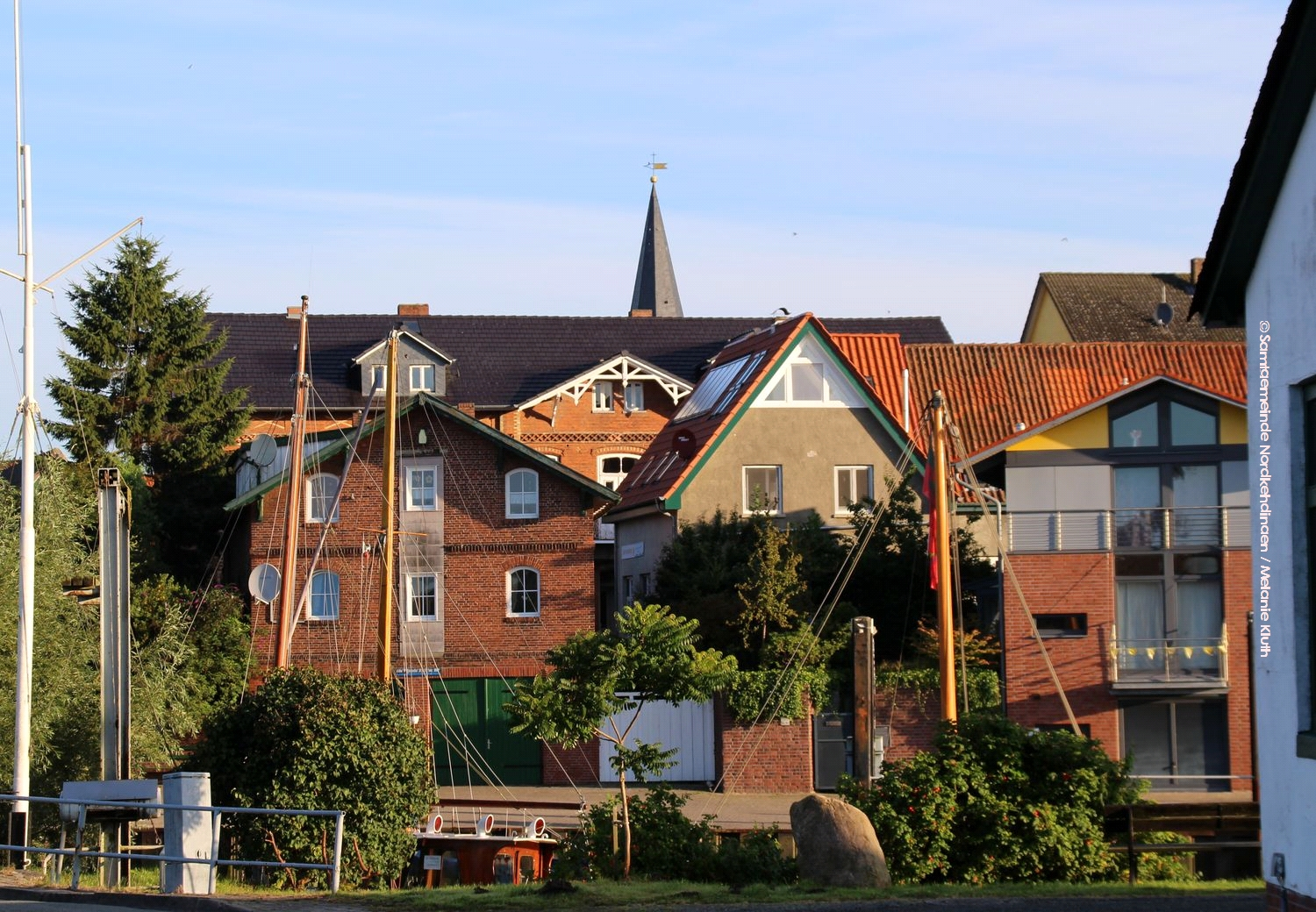
Gezicht op het haventje van Freiburg
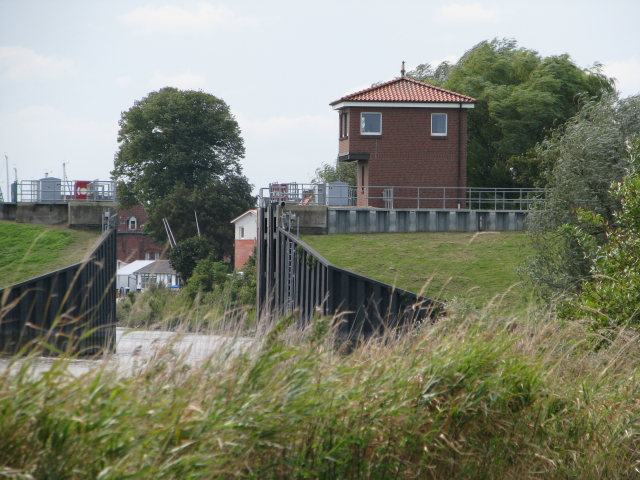
Spuisluis

Freiburg ligt 2 km ten zuidoosten van de Elbe, aan een daarin uitmondend kanaaltje met de naam Freiburger Hafenpriel. In een 19e-eeuws gebouw in het centrum, het voormalige Amtsgericht, is het gemeentebestuur gevestigd, en tevens het bestuur van de overkoepelende Samtgemeinde.

### Delen van de gemeente
Naast de hoofdplaats Freiburg behoren het ten zuidoosten ervan gelegen gehucht Allwörden en het direct ten westen ervan gelegen dorpje Schöneworth tot de gemeente, Verder liggen er in de gemeente verscheidene boerderijen met een eigen plaatsnaam. Eén daarvan is Neuensteden, een 17e-eeuwse vakwerkhoeve, waarin een stoeterij van Hannoveraner spring- en dressuurpaarden is gevestigd. Deze monumentale hoeve staat tussen Freiburg en Schöneworth.

### Infrastructuur
Freiburg is door een 4 km lange weg verbonden met de ten zuidoosten ervan lopende Bundesstraße 495. Wanneer men hier rechts afslaat, bereikt men na één kilometer het dorp Wischhafen. Wanneer men hier linksaf slaat, bereikt men na één kilometer de veerpont over de Elbe Wischhafen-Glückstadt en na de oversteek de stad Glückstadt in Sleeswijk-Holstein.
Het enige openbaar vervoer in Freiburg is de lijnbus naar Drochtersen en Stade, die op werkdagen circa 11 ritten uitvoert, tussen 4.30 's nachts en 19.00 's avonds.
Het stadje beschikt over een kleine haven voor plezierboten. In de monding van de Hafenpriel in de Elbe werd in 1966 een spuisluis gebouwd, ter voorkoming van overstromingen als tijdens de stormvloed van 1962.

### Naburige gemeentes
- Aan de overkant van de Elbe, in Sleeswijk-Holstein:
  - Brokdorf
  - Wewelsfleth
- Elders in de Samtgemeinde Nordkehdingen:
  - Wischhafen in het zuidoosten
  - Oederquart in het zuiden
  - Krummendeich in het westen.

## Economie
In Freiburg is sprake van enig toerisme, o.a. van watersporters en fietstoeristen, vanwege de schilderachtige ligging aan de Elbe.
In Freiburg en omgeving worden veel pootaardappelen verbouwd.
Te Freiburg staat een kleine scheepswerf met de naam Hatecke. Hier worden met name houten plezierbootjes gemaakt volgens ambachtelijke tradities. De gelijknamige werf, waar reddingsboten geproduceerd worden, staat in Drochtersen.

## Geschiedenis
Hartwig van Stade, aartsbisschop van Bremen, liet vermoedelijk in 1144 te Freiburg een burcht bouwen, teneinde (tevergeefs) te voorkomen, dat hertog Hendrik de Leeuw het gebied zou veroveren. Na diens dood viel Freiburg weer aan het Bremer aartsbisdom. Waar de burcht precies heeft gestaan, is onbekend; er is, voor zover bekend, niets waarneembaars van overgebleven. In 1271 verleende aartsbisschop Hildebold von Wunstorf stadsrechten aan Freiburg.
Door de Reformatie in de 16e eeuw werd de stad protestants; tot op de huidige dag is de grote meerderheid van de christenen in de gemeente evangelisch-luthers.Na de Vrede van Münster (1648) viel Freiburg en zijn omgeving toe aan het onder de kroon van Zweden staande Bremen-Verden. Vanaf 1719 behoorde het tot het Keurvorstendom Brunswijk-Lüneburg, van 1815-1866 tot het Koninkrijk Hannover, daarna aan Pruisen, en vanaf 1871 het Duitse Keizerrijk.
In 1825 werd Freiburg zwaar getroffen door een overstroming van de Elbe. Daarbij werd de kerk verwoest. Deze werd later, in 1836-1838, in neo-classicistische stijl herbouwd. Deze kerk is de voornaamste bezienswaardigheid van de plaats.

## Afbeeldingen

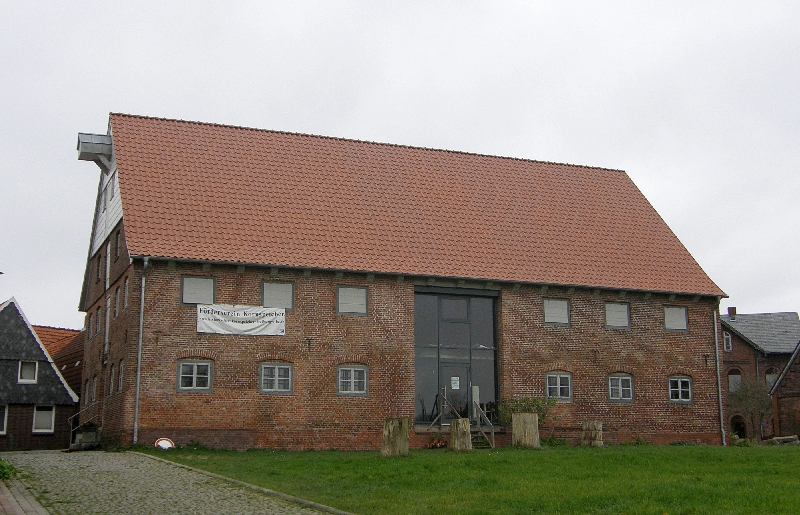
Historische graanschuur, thans kulturhus
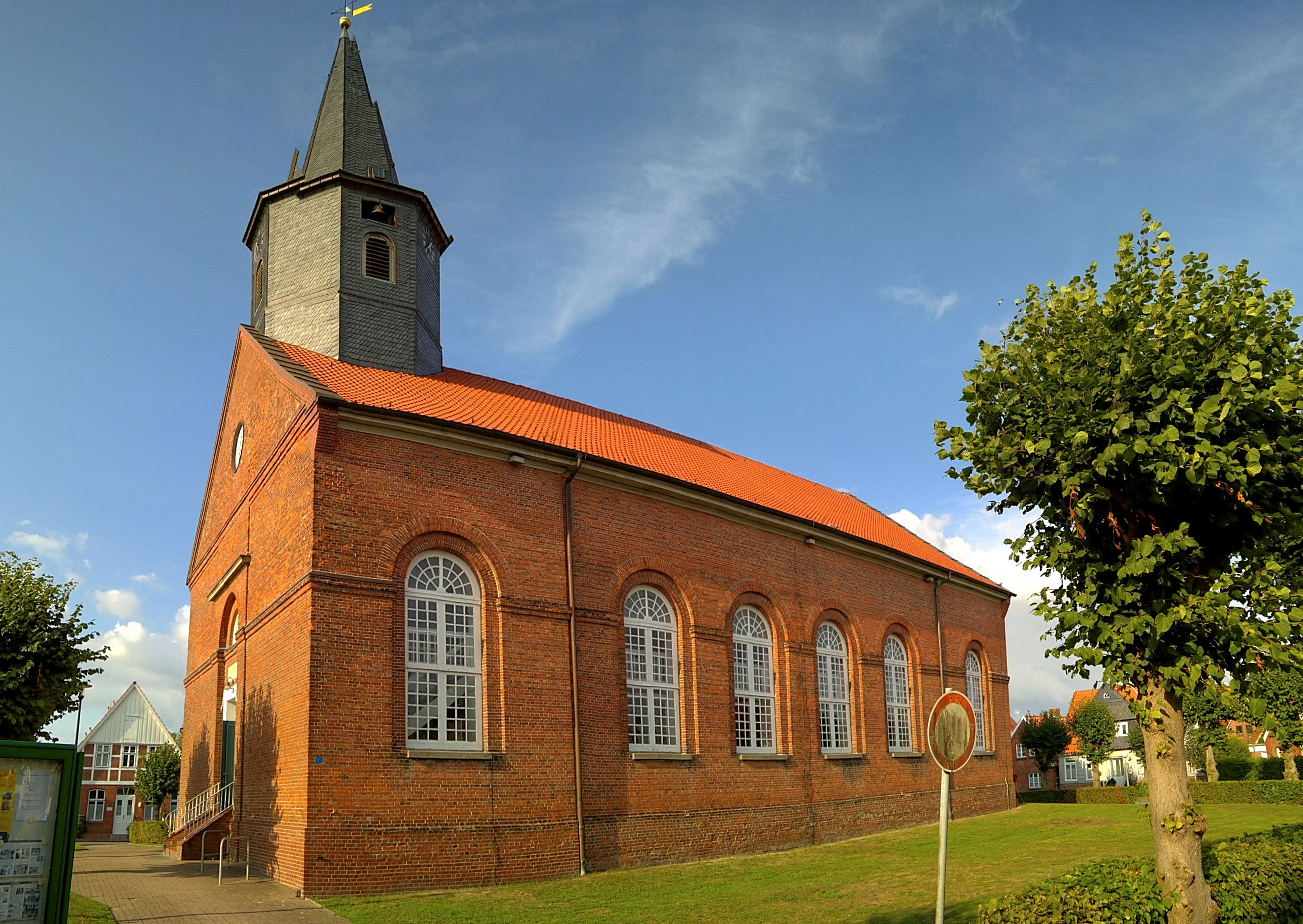
Evang.-lutherse St.-Wulpharduskerk (1838)
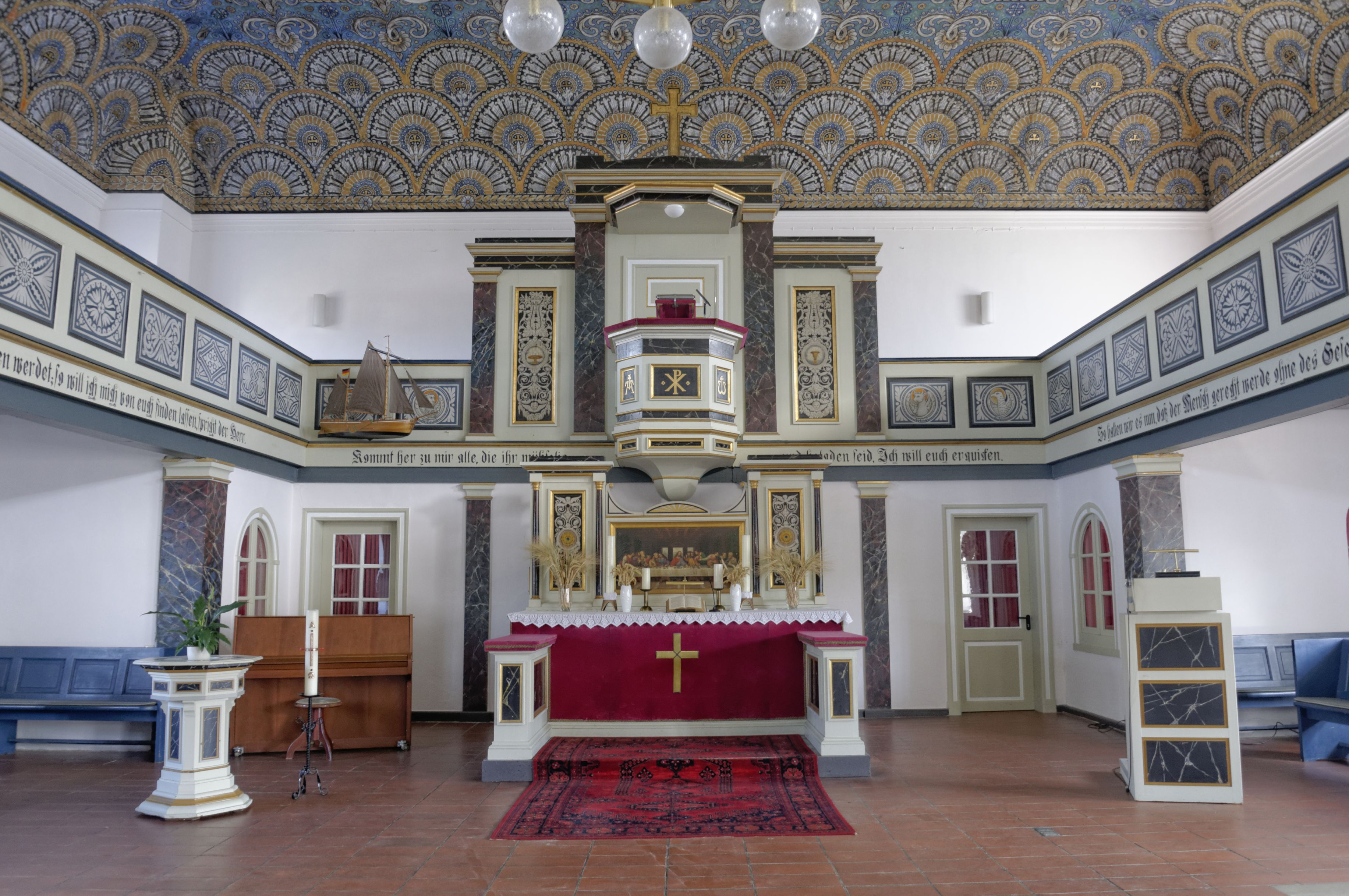
Interieur van deze kerk
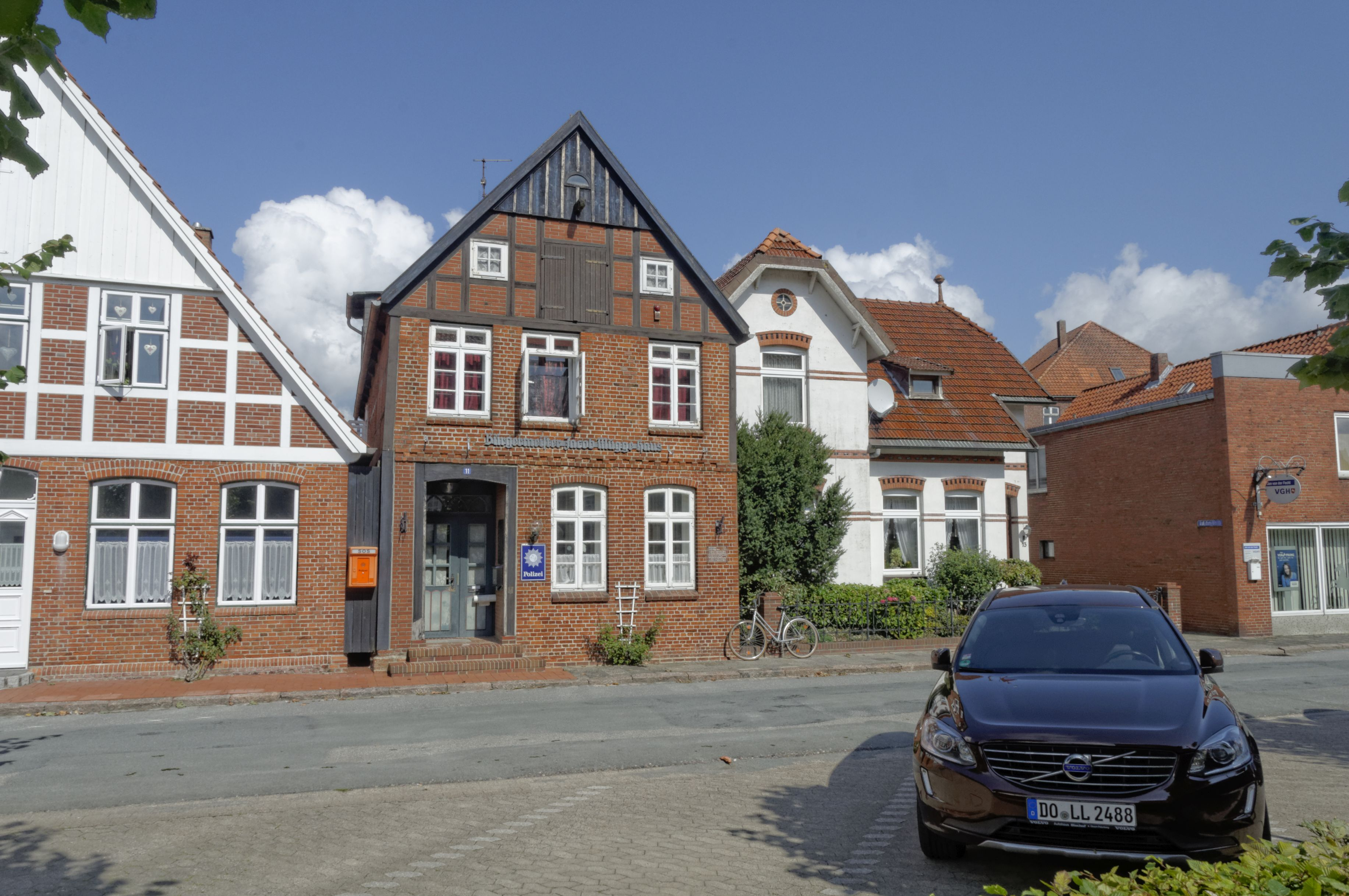
huizen in het centrum

- Gemeinsame Normdatei: 7575645-6
- MusicBrainz: 8a7123a0-fe7c-40cf-a6f0-77a7ec442042
- Virtual International Authority File: 237040598
- WorldCat: E39PBJcKHT7PKVH7Bhk4hG8DMP

Agathenburg · 
Ahlerstedt · 
Apensen · 
Balje · 
Bargstedt · 
Beckdorf · 
Bliedersdorf · 
Brest · 
Burweg · 
Buxtehude · 
Deinste · 
Dollern · 
Drochtersen · 
Düdenbüttel · 
Engelschoff · 
Estorf · 
Fredenbeck · 
Freiburg (Elbe) · 
Großenwörden · 
Grünendeich · 
Guderhandviertel · 
Hammah · 
Harsefeld · 
Heinbockel · 
Himmelpforten · 
Hollern-Twielenfleth · 
Horneburg · 
Jork · 
Kranenburg · 
Krummendeich · 
Kutenholz · 
Mittelnkirchen · 
Neuenkirchen · 
Nottensdorf · 
Oederquart · 
Oldendorf · 
Sauensiek · 
Stade · 
Steinkirchen · 
Wischhafen